# Arma hipersónica

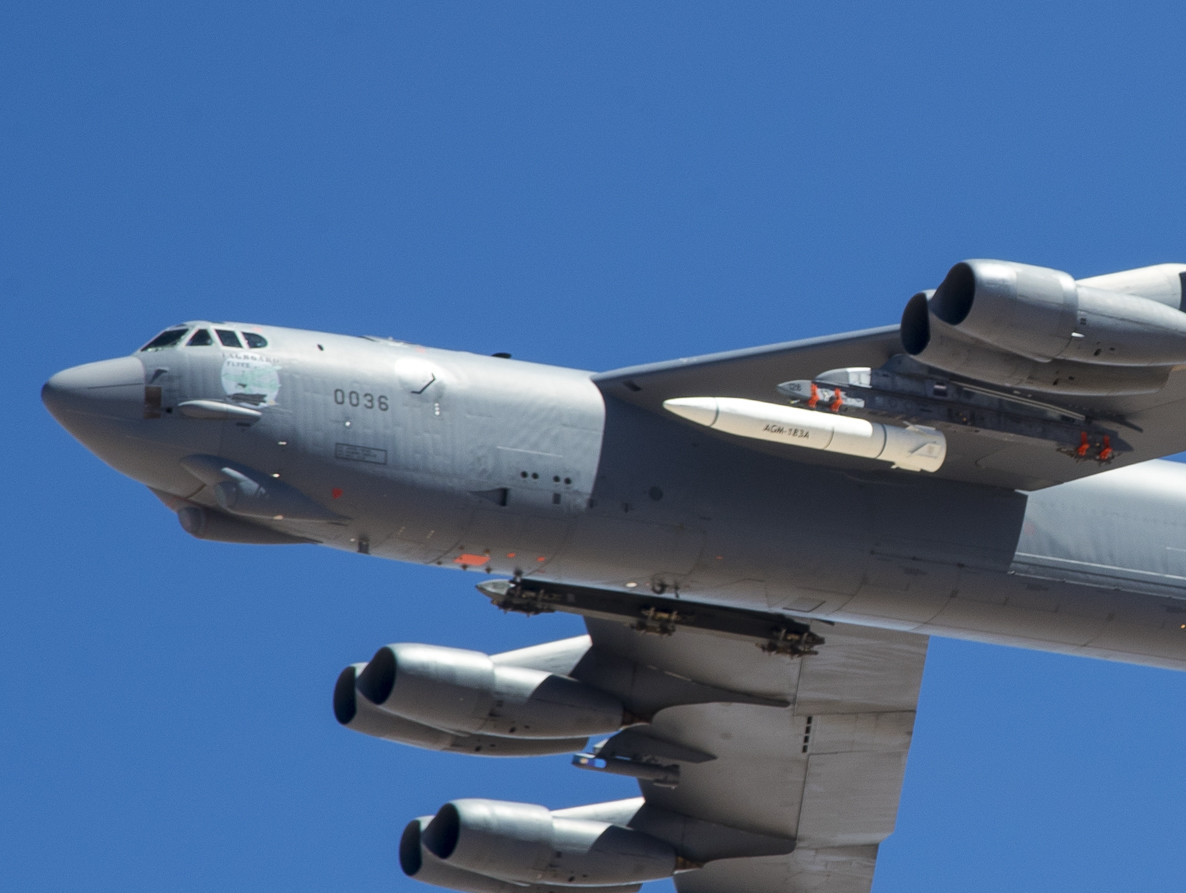
Un AGM-183 ARRW equipado en un bombardero B-52

Las armas hipersónicas son misiles y proyectiles  que viajan a velocidades de entre 5 y 25 veces la velocidad del sonido (1,6 a 8  kilómetros por segundo).
Por debajo de dichas velocidades, las armas serían clasificadas como subsónicas o supersónicas, mientras que por encima de tales velocidades, las moléculas de la atmósfera se convierten en una especie de plasma que dificulta su control. Las armas de energía dirigida, como los láseres, pueden operar a velocidades más altas pero están consideradas una clase diferente de armamento.
Actualmente, existen tres tipos de armas hipersónicas:
1. Misiles boost-glide, que descienden por la atmósfera a velocidades elevadas después de una fase de lanzamiento inicial.
2. Aeronaves y misiles que hacen uso de motores, tales como los estatorreactores de combustión supersónica, para alcanzar altas velocidades.
3. Artillería que dispara proyectiles de hipervelocidad. Podrían ser desarrollos de la artillería tradicional o para su aplicación en nuevas tecnologías, como los cañones de riel.

## Lista de armas hipersónicas
Entre los planes, programas y proyectos de armas hipersónicas se incluyen:
- 14-X
- 3M22 Zircon
- 9K720 Iskander
- AGM-183 ARRW
- Avangard
- Boeing X-51 Waverider
- BrahMos-II
- Cañón-Caliber lanzador de Pistola Electromagnética
- DARPA Proyecto de halcón (Sistema de Arma Hipersónica (HWS))
- DF-ZF montado en el DF-17
- HGV-202F
- (HSTDV)
- Long-Range Hypersonic Weapon
- SCIFiRE
- Shaurya (Misil)
- Silbervogel
- X-51 Waverider